# جوزف جانسون
جوزف جانسون (۱۵ نوامبر ۱۷۳۸–۲۰ دسامبر ۱۸۰۹) یک فروشنده کتاب و مدیر انتشارات قرن هجدهم میلادی در لندن بود.انتشارات او طیف وسیعی از موضوعات و نسخه‌های مهم را دربرداشت. جانسون بیشتر بخاطر انتشار کتاب‌های افرادی چون ویلیام گادوین، توماس مالتوس و جول بارلو و اقتصاددان فمینیست پریشیلا ویکفیلید و همین‌طور معترضان مذهبی ای همچون جوزف پریستلی، آنا لاتیتیا باربالد، گیلبرت ویکفیلد و جورج والکر شهرت یافت.